# Банковский код
Банковский код — уникальный идентификатор присваиваемый центральным банком страны (или иным регулирующем органом) лицензируемым банкам (или всем финансовым институтам в целом). Правила между странами различаются в значительной степени также как и структура банковского кода. В некоторых странах, информацию по банковским кодам можно получить через сеть Интернет, но в основном на местном языке.
Национальные банковские коды не следует путать с международным SWIFT-BIC кодом (также: ISO 9362, BIC код, SWIFT код, SWIFT ID, Business Identifier Code). Те страны, которые используют международный номер банковского счёта (IBAN), в основном, интегрируют национальный код банка в номер счета IBAN. Также банковский код не следует путать с кодами-идентификаторами на банковских картах.
Примерами банковских кодов являются БИК в Российской Федерации,
МФО в СССР, и, по преемственности, на Украине,
BLZ в Германии,
sort code в Англии,
ABA RTN (routing number) в США.